# Абдуллин, Рафиль Сайфуллович
Абдуллин Рафиль Сайфуллович (род. 12 сентября 1946, Карлы, Гафурийский район, Башкирская АССР) — инженер-механик, доктор технических наук (2000), профессор (2003); заслуженный деятель науки Республики Башкортостан (2006), член-корреспондент Инженерной академии РБ (1994).

## Биография
Абдуллин Рафиль Сайфуллович родился 12 сентября 1946 года в деревне Карлы Гафурийского района БАССР в крестьянской семье.
В 1968 году окончил Салаватский индустриальный техникум.
В 1975 году успешно окончил Уфимский нефтяной институт.
С 1968 года работал инженер-технологом Салаватского машиностроительного завода; с 1973 г. — старший инженер-технолог, с 1978 г. — начальник цеха аппаратостроения ПО «Салаватнефтемаш»;
В 1982 году его назначают заместителем директора завода «Гидромаш».
С 1986 года работает в должности главного инженера завода строительных материалов и конструкций ПО «Салаватнефтеоргсинтез».
С 1992 года — генеральный директор НПО «Техинком» (г. Салават).
С 2009 года работает главным научным сотрудником Института проблем транспорта энергоресурсов (ИПТЭР).

## Научная деятельность
Научная деятельность Абдуллина Рафиля Сайфулловича связана с технологическим обеспечением работы аппаратуры нефтехимимических предприятий. Абдуллиным разработаны методы обеспечения работоспособности оборудования с механической неоднородностью, которые внедрены в ОАО «Салаватнефтеоргсинтез», «Салаватнефтемаш». Автор более 100 печатных работ, в том числе трёх монографий.